# Eustomias bimargaritatus
Eustomias bimargaritatus es una especie de pez de la familia Stomiidae en el orden de los Stomiiformes.

## Morfología
• Los machos pueden llegar alcanzar los 14,3 cm de longitud total.

## Hábitat
Es un pez de mar y de aguas  tropicales que vive hasta 2.000 m de profundidad.

## Distribución geográfica
Se encuentra en el  Atlántico oriental central (Cabo Verde) y en el Atlántico occidental (entre 28 ° N-20 º N).